# 99 Revolutions Tour
99 Revolutions Tour – trasa amerykańskiej grupy punk rocka Green Day. Podczas tej trasy zespół promował trylogię ¡Uno! ¡Dos! ¡Tré!. Zespół wyruszył w trasę koncertową 10 marca 2013 roku, a zakończył ją 24 sierpnia 2013 roku.
W trakcie trasy szczególnym wyróżnieniem był zbliżający się jubileusz dwudziestolecia albumu Dookie z tej okazji przez pięć koncertów zespół zagrał cały album.

## Przebieg trasy 99 Revolutions[1]
| Data             | Miasto              | Kraj              | Obiekt                                    |
| ---------------- | ------------------- | ----------------- | ----------------------------------------- |
| Ameryka Północna |                     |                   |                                           |
| 10 marca 2013    | Pomona              | Stany Zjednoczone | Pomona Fox Theater                        |
| 11 marca 2013    | Tempe               | Stany Zjednoczone | Marquee Theatre                           |
| 13 marca 2013    | El Paso             | Stany Zjednoczone | Tricky Falls                              |
| 15 marca 2013    | Austin              | Stany Zjednoczone | Moody Theater                             |
| 28 marca 2013    | Rosemont            | Stany Zjednoczone | Allstate Arena                            |
| 29 marca 2013    | Moline              | Stany Zjednoczone | I Wireless Center                         |
| 31 marca 2013    | Pittsburgh          | Stany Zjednoczone | Consol Energy Center                      |
| 1 kwietnia 2013  | Rochester           | Stany Zjednoczone | Blue Cross Arena                          |
| 3 kwietnia 2013  | Filadelfia          | Stany Zjednoczone | Liacouras Center                          |
| 4 kwietnia 2013  | Fairfax             | Stany Zjednoczone | Patriot Center                            |
| 6 kwietnia 2013  | Uncasville          | Stany Zjednoczone | Mohegan Sun Arena                         |
| 7 kwietnia 2013  | Nowy Jork           | Stany Zjednoczone | Barclays Center                           |
| 9 kwietnia 2013  | Providence          | Stany Zjednoczone | Dunkin’ Donuts Center                     |
| 11 kwietnia 2013 | Toronto             | Canada            | Air Canada Centre                         |
| 12 kwietnia 2013 | Quebec              | Canada            | Colisée Pepsi                             |
| 16 kwietnia 2013 | Berkeley            | Stany Zjednoczone | Hearst Greek Theatre                      |
| 18 kwietnia 2013 | Los Angeles         | Stany Zjednoczone | Los Angeles Memorial Sports Arena         |
| Europa           |                     |                   |                                           |
| 22 maja 2013     | Mediolan            | Włochy            | Ohibo Club Milano                         |
| 24 maja 2013     | Mediolan            | Włochy            | Fiera Milano Live                         |
| 25 maja 2013     | Triest              | Włochy            | Piazza Unita D’Italia                     |
| 27 maja 2013     | Belgrad             | Serbia            | Kalemegdan Park                           |
| 29 maja 2013     | Wiedeń              | Austria           | Trabrennbahn Krieau                       |
| 1 czerwca 2013   | Londyn              | Wielka Brytania   | Emirates Stadium                          |
| 5 czerwca 2013   | Rzym                | Włochy            | Ippodromo Le Capannelle                   |
| 6 czerwca 2013   | Casalecchio di Reno | Włochy            | Unipol Arena                              |
| 8 czerwca 2013   | Nuremberg           | Niemcy            | Zeppelinfeld                              |
| 9 czerwca 2013   | Nürburg             | Niemcy            | Nürburgring                               |
| 16 czerwca 2013  | Landgraaf           | Holandia          | Megaland Landgraaf                        |
| 18 czerwca 2013  | Łódź                | Polska            | Atlas Arena                               |
| 21 czerwca 2013  | Moskwa              | Rosja             | Olympic Stadium                           |
| 23 czerwca 2013  | Sankt Petersburg    | Rosja             | Petersburski Kompleks Sportowo-Koncertowy |
| 25 czerwca 2013  | Tallinn             | Estonia           | Tallinn Song Festival Grounds             |
| 26 czerwca 2013  | Helsinki            | Finlandia         | Hietaniemi Beach                          |
| 28 czerwca 2013  | Norrköping          | Szwecja           | Bravalla                                  |
| 30 czerwca 2013  | Oslo                | Norwegia          | Ullevaal Stadion                          |
| 2 lipca 2013     | Kopenhaga           | Dania             | Refshaleoen                               |
| 4 lipca 2013     | Werchter            | Belgia            | Werchter Festival Grounds                 |
| 5 lipca 2013     | Arras               | Francja           | Citadelle D’Arras                         |
| 7 lipca 2013     | Montreux            | Szwajcaria        | Auditorium Stravinski                     |
| 8 lipca 2013     | Locarno             | Szwajcaria        | Piazza Grande                             |
| 10 lipca 2013    | Nîmes               | Francja           | Arena of Nîmes                            |
| 12 lipca 2013    | Oeiras              | Portugalia        | Passeio Maritimo De Alges                 |
| 13 lipca 2013    | Bilbao              | Hiszpania         | Kobetamendi Park                          |
| 21 sierpnia 2013 | Londyn              | Wielka Brytania   | Brixton Academy                           |
| 23 sierpnia 2013 | Reading             | Wielka Brytania   | Little John’s Farm On Richfield Avenue    |
| 24 sierpnia 2013 | Leeds               | Wielka Brytania   | Bramham Park                              |

### Festiwale i inne spektakle[2]
- Rock Im Park
- Rock Am Ring
- Pinkpop Festival
- Rock The Beach Festival
- Bravalla Festiva
- Rock Werchter
- Main Square Festival
- Montreux Jazz Festival
- Moon And Stars
- Festival De Nîmes
- Optimus Alive!
- Bilbao BBK Live
- Reading Festival
- Leeds Festival

#### Atlas Arena, Łódź, Polska
1. 99 Revolutions
2. Know Your Enemy
3. Stay The Night
4. Stop When The Red Lights Flash
5. Letterbomb
6. Oh Love
7. Holiday
8. Boulevard Of Broken Dreams
9. Stray Heart
10. Wake Me Up When September Ends
11. Nice Guys Finish Last
12. Waiting
13. Missing You
14. Burnout
15. Hitchin’ a Ride
16. Welcome to Paradise
17. Longview
18. St. Jimmy
19. When I Come Around
20. Basket Case
21. She
22. King For A Day
23. Shout / Always Look On The Bright Side Of Life / (I Can’t Get No) Satisfaction / Hey Jude
24. X-Kid
25. Minority
26. American Idiot
27. Jesus of Suburbia
28. Brutal Love

#### Reading Festival 2013
1. 99 Revolutions
2. Know Your Enemy
3. Stay The Night
4. Stop When The Red Lights Flash
5. Letterbomb
6. Holiday
7. Boulevard Of Broken Dreams
8. Let Yourself Go
9. Wake Me Up When September Ends
10. Burnout
11. Having A Blast
12. Chump
13. Longview
14. Welcome to Paradise
15. Pulling Teeth
16. Basket Case
17. She
18. Sassafras Roots
19. Highway To Hell
20. When I Come Around
21. Coming Clean
22. Emenius Sleepus
23. In the End
24. F.O.D.
25. St. Jimmy
26. Waiting
27. Minority
28. American Idiot
29. Jesus of Suburbia
30. Brutal Love
31. Good Riddance (Time Of Your Life)

## Lista utworów

### 1,039/Smoothed Out Slappy Hours
Disappearing Boy, Going To Pasalacqua, Paper Lanterns, Knowledge, Only Of You

### Kerplunk
2000 Light Years Away, Christie Road, Dominated Love Slave, One Of My Lies, Who Wrote Holden Caulfield?

### Dookie
Burnout, Having A Blast, Chump, Longview, Welcome to Paradise, Pulling Teeth, Basket Case, She, Sassafras Roots, When I Come Around, Coming Clean, Emenius Sleepus, In the End, F.O.D.

### Insomniac
Brat, Geek Stink Breath, Brain Stew

### Nimrod
Nice Guys Finish Last, Hitchin’ A Ride, Scattered, King For A Day, Good Riddance (Time Of Your Life)

### Warning
Minority, Waiting

### International Superhits!
J.A.R. (Jason Andrew Relva)

### American Idiot
American Idiot, Jesus of Suburbia, Holiday, Boulevard Of Broken Dreams, St. Jimmy, Letterbomb, Wake Me Up When September Ends

### 21st Century Breakdown
Know Your Enemy, Before The Lobotomy, Peacemaker, Murder City

### ¡Uno!
Nuclear Family, Stay The Night, Carpe Diem, Let Yourself Go, Angel Blue, Rusty James, Oh Love

### ¡Dos!
Fuck Time, Stop When The Red Lights Flash, Stray Heart, Wild One

### ¡Tré!
Brutal Love, Missing You, X-Kid”, Walk Away, 99 Revolutions

## Twórcy

### Green Day
- Billie Joe Armstrong – wokal, gitara prowadząca i rytmiczna
- Mike Dirnt – gitara basowa, wokal wspierający
- Tré Cool – perkusja, wokal wspierający
- Jason White – gitara prowadząca i rytmiczna, wokal wspierający

### Muzycy koncertowi
- Jason Freese – keyboard, pianino, saksofon, wokal wspierający
- Jeff Matika – gitara rytmiczna i akustyczna, wokal wspierający